# Three First National Plaza
Le Three First National Plaza est un gratte-ciel de bureaux de 234 mètres de hauteur situé dans le secteur financier du Loop à Chicago, dans l'État de l'Illinois, aux États-Unis. Achevé en 1981, il fut conçu par l'agence Skidmore, Owings and Merrill (SOM).

## Description
Achevé en 1981, le bâtiment est l'un des plus hauts de Chicago avec ses 767 pieds (234 mètres). Le bâtiment de 1 439 369 pieds carrés (133 721,8 m2) a été conçu par l'agence d'architectes Skidmore, Owings and Merrill (SOM) en forme de dents de scie afin de minimiser les obstructions qu'il pourrait causer aux bâtiments situés à proximité immédiate. Sa conception particulière lui permet également d'avoir treize bureaux d'angle aux étages inférieurs et neuf bureaux d'angle dans les zones supérieures. La façade extérieure est revêtue de granit cornaline et comporte des baies vitrées de 10 pieds de large (3 m) évoquant l'architecture traditionnelle de l'École de Chicago, un mouvement d'architecture du Chicago de la fin du XIXe siècle et du début du XXe siècle.
L'atrium de neuf étages du Three First National Plaza contenait autrefois la « Grande forme verticale interne-externe » (officiellement Large Internal-External Upright Form), une sculpture du britannique Henry Moore. La sculpture a été retirée et vendue en 2016 à la suite d'une rénovation majeure du hall. Le bâtiment dispose d'un accès piétonnier et était autrefois relié à la Chase Tower par une passerelle au niveau du deuxième étage.